# Mondial Australian Women's Hardcourts 2007
Mondial Australian Women's Hardcourts 2007 — жіночий тенісний турнір, що проходив на відкритих кортах з твердим покриттям у Голд-Кост (Австралія). Це був 11-й за ліком Brisbane International. Належав до турнірів 3-ї категорії в рамках Туру WTA 2007. Тривав з 31 грудня 2006 до 6 січня 2007 року. Друга сіяна Дінара Сафіна здобула титул в одиночному розряді й отримала 25840 доларів США.

## Очки і призові

### Нарахування очок
| Дисципліна       | П   | Ф   | ПФ | ЧФ | 1/8 | 1/16 | Q   | Q3  | Q2  | Q1  |
| Одиночний розряд | 140 | 100 | 65 | 35 | 20  | 1    | 8   | 4   | 3   | 1   |
| Парний розряд    | 140 | 100 | 65 | 35 | 1   | Н/Д  | Н/Д | Н/Д | Н/Д | Н/Д |

### Призові гроші
| Дисципліна       | П       | F       | ПФ     | ЧФ     | 1/8    | 1/16   | Q3   | Q2   | Q1   |
| Одиночний розряд | $25,800 | $13,520 | $7,105 | $3,740 | $2,030 | $1,205 | $605 | $325 | $185 |
| Парний розряд*   | $7,620  | $4,020  | $2,170 | $1,160 | $600   | Н/Д    | Н/Д  | Н/Д  | Н/Д  |

* на пару

## Учасниці

### Сіяні учасниці
| Країна    | Гравчиня             | Рейтинг1 | Сіяна |
| --------- | -------------------- | -------- | ----- |
| Швейцарія | Мартіна Хінгіс       | 7        | 1     |
| Росія     | Дінара Сафіна        | 11       | 2     |
| Сербія    | Ана Іванович         | 14       | 3     |
| Німеччина | Анна-Лена Гренефельд | 19       | 4     |
| Ізраїль   | Шахар Пеєр           | 20       | 5     |
| КНР       | Лі На                | 21       | 6     |
| Словенія  | Катарина Среботнік   | 23       | 7     |
| Японія    | Ай Суґіяма           | 26       | 8     |

- Рейтинг подано станом на 18 грудня 2006.

### Інші учасниці
Нижче наведено учасниць, які отримали вайлдкард на участь в основній сітці:
- Софі Фергюсон
- Шеннон Голдс
- Ніколь Пратт

Нижче наведено гравчинь, які пробились в основну сітку через стадію кваліфікації:
- Юліана Федак
- Ваня Кінґ
- Роберта Вінчі
- Сандра Заглавова

## Фінальна частина

### Одиночний розряд
Дінара Сафіна —  Мартіна Хінгіс, 6–3, 3–6, 7–5

### Парний розряд
Дінара Сафіна /  Катарина Среботнік —  Івета Бенешова /  Галина Воскобоєва